# Снежково (Кировоградская область)
Снежково (укр. Сніжкове) — село в Великоандрусовской сельской общине Александрийского района Кировоградской области Украины.
До 2020 года входило в Светловодский район
Население по переписи 2001 года составляло 145 человек. Почтовый индекс — 27535. Телефонный код — 5236. Код КОАТУУ — 3525288102.